# Schandrin
Der Schandrin (russisch Шандрин) ist ein 414 km langer rechter Nebenfluss der Indigirka in der Republik Sacha (Jakutien) in Russland.
Der Schandrin entspringt gut 300 km Luftlinie nordwestlich von Srednekolymsk und 100 km südöstlich der Siedlung Tschokurdach an einem nördlichen Ausläufer des Ulachan-Sis-Rückens, der das Kolyma-Tiefland im Nordwesten begrenzt. Er durchfließt zunächst in östlicher, dann nordöstlicher Richtung durch die Tundralandschaft des östlichen Kondakow-Plateaus. Nach einem weiten Bogen in westlicher Richtung erreicht er zunehmend stark mäandrierend die seenreiche und sumpfige Tiefebene östlich des Indigirkadeltas, die er in nördlicher Richtung durchquert, bis er etwa 120 km ostnordöstlich von Tschokurdach in den rechten Mündungsarm der Indigirka (protoka) Kolymskaja mündet, 29 km oberhalb von dessen Mündung ist die Ostsibirische See.
Das Einzugsgebiet des Flusses umfasst 7570 km². Die bedeutendsten Nebenflüsse sind Tatylkan (Länge 62 km), Bjorjo-Jurjage (64 km) und Kjurjutke (87 km, auch Kuritka-Schandrin) von links sowie Keilen-Djunjum (53 km), Tilech (135 km) und Naldyktschan (59 km) von rechts.
Der Schandrin durchfließt auf seiner gesamten Länge den sehr dünn besiedelten Ulus Allaicha. Am Fluss gibt es keine Ortschaften.
1972 wurden im Permafrostboden am Schandrin das fast vollständige Skelett und sehr gut erhaltene innere Organe eines Wollhaarmammuts gefunden, das nach dem Fundort den Namen Schandrin-Mammut erhielt.